# Drabina Jakubowa (film)
Drabina Jakubowa (Jacob's Ladder) – amerykański film psychologiczny z 1990 roku w reżyserii Adriana Lyne’a.

## Fabuła
Film opowiada o pracowniku nowojorskiej poczty Jacobie Singerze. Każdego dnia walczy z dręczącymi go wspomnieniami z wojny z Wietnamu. Mimo że jego żona stara się mu pomóc, granica między rzeczywistością a złudzeniami zaciera się. Jacob podejrzewa, że wraz z towarzyszami broni stali się podczas wojny ofiarami eksperymentów medycznych.

## Obsada
- Tim Robbins jako Jacob Singer
- Elizabeth Peña jako Jezebel
- Danny Aiello jako Louis
- Matt Craven jako Michael
- Pruitt Taylor Vince jako Paul
- Jason Alexander jako Geary
- Patricia Kalember jako Sarah
- Eriq La Salle jako Frank
- Ving Rhames jako George
- S. Epatha Merkerson jako Elsa
- Kyle Gass jako Tony
- Scott Cohen jako rezydujący lekarz
- Orson Bean jako on sam
- Macaulay Culkin jako Gabe